# Убивства на Реткліффській дорозі

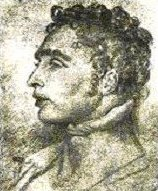
Джон Вільямс — головний підозрюваний у злочинах, якого після його самогубства оголосили винним

Під убивствами на Реткліффській дорозі (англ. Ratcliff Highway murders) розуміють два напади, які закінчилися смертю 7 осіб, серед яких одна грудна дитина. Вбивства відбулися 7 та 19 грудня 1811 року, в будинках вздовж Реткліффської дороги (англ. Ratcliff Highway), яка тепер називається просто «Дорога» (англ. The Highway), поблизу лондонського району Ваппінг. До сьогодні ведеться дискусія, хто був вбивцею; офіційно ним був оголошений Джон Вільямс, який, будучи під арештом, вчинив самогубство, що дозволило довести його вину. Радше за все, Вільямс мав співучасника, але його не спіймали. Ці злочини стали одними з перших, які набули широкого розголосу серед населення та у тодішній пресі. Убивства також послужили поштовхом для організації лондонської поліції в її сучасному вигляді.

## Передумови

### Соціальне тло

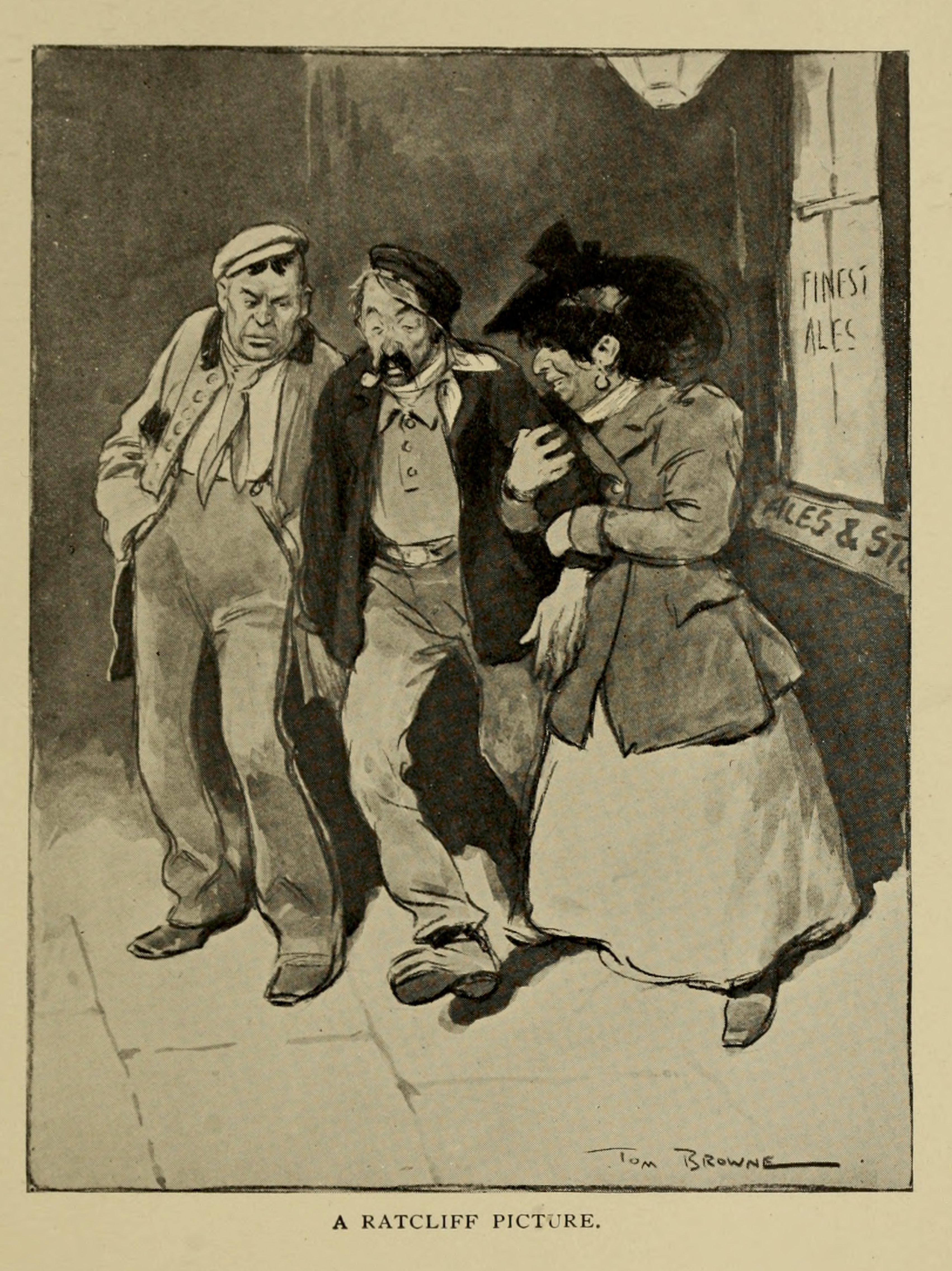
Малюнок 1910 року, котрий демонструє стереотипи щодо району: повія та її сутенер ведуть під руки п'яного пожешника

Шлях, який у подальшому перетвориться у Реткліффську дорогу, існував ще за часів правління Риму. Він проходив уздовж боліт, неподалік Темзи та поблизу червоних скель (сучасна англ. red cliffs), котрі в подальшому дали йому назву. У подальшому тут сформувався район Ваппінг (тепер квартал у складі Тавер-Гемлетс), який ще в середині XVI століття був мало заселений та не мав жодної лихої слави. Однак, під кінець століття про цю територію вперше згадали в негативному тоні. Протягом наступних понад 300 років Реткліффську дорогу вважали чи не головним кримінальним центром Лондона. Цьому сприяла дешевизна житла, розташовані неподалік порти та корабельні доки і, як наслідок велика кількість моряків усіх національностей. Через попит, у цьому районі відкрилася велика кількість пабів та борделів, через дешеве житло тут жили бідні робітники. Умови життя та соціальний склад вів до великої кількості бійок, крадіжок та убивств, що активно описували в тогочасній пресі. Втім, історик Бред Бівен вважає, що такий опис району був навмисно перебільшеним у газетах задля продажів тиражу.

### Поліцейська система
На початку XIX століття у Лондоні не було поліції у її сучасному розумінні. Натомість існувала децентралізована та архаїчна система догляду за громадським порядком, яку насамперед забезпечувала місцева громада та яка не справлялася з викликами міста, що активно росло.
Кожна парафія окрім релігійних справ займалась і адміністративними проблемами, зокрема правопорядком. Щороку і за умови схвалення мировим суддею, мінімум один чоловік був змушений виконувати роль парафіяльного констебля. Це була неоплачувана робота, що полягала в нагляді за правопорядком, арешті злочинців, запобіганні злочинів, доставці підозрюваних до суду. Такі констеблі не мали зброї чи уніформи і не отримували спеціального тренування. 
Ще одним елементом контролю за спокоєм на вулицях були вартові, або караульні (англ. watchmen). Це теж були непрофесіонали, які також часто були змушені виконувати свої обов'язки. Головним завданням було проходження по вулицях з ліхтарем, сповіщення чогось підозрілого констеблю, під котрим вони ієрархічно знаходились. Вони не мали права арешту. Оскільки велика кількість людей не хотіла виконувати ці обо'язки, вони платили іншим особам, аби ті зайняли їхнє місце. Часто це були старі чоловіки чи навіть місцеві алкоголіки.
Першою більш-менш організованою силою, що боролася зі злочинністю, були Bow Street Runners (приблизний переклад — «бігунці з Боу-Стріт»). Заснована 1749 року, організація мала працівників, які отримували офіційну зарплату, відповідне тренування та зброю. Ці працівники надавали звіти щодо виконаної праці. Загалом, їхня діяльність була успішною, але стосувалася здебільшого Лондона. Попри поступове розширення складу, на початку XIX століття у складі Bow Street Runners працювало 68 чоловіків. 

## Перший напад

### Убивства

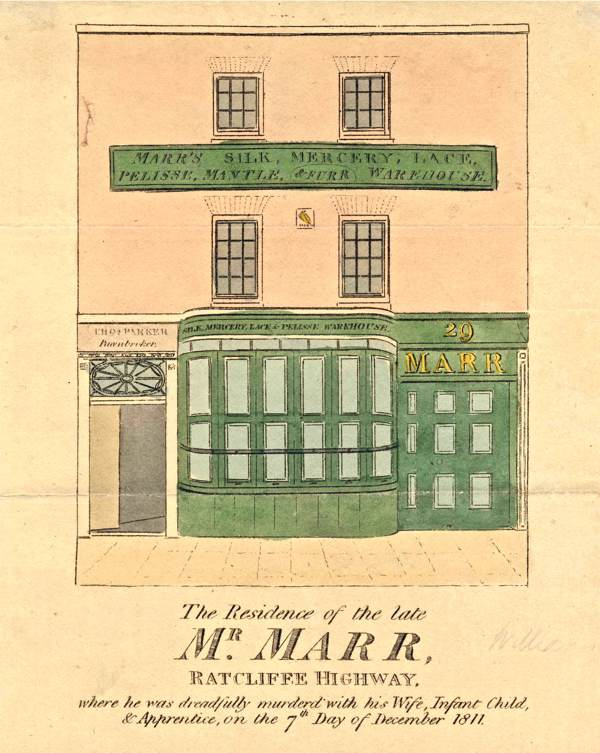
Зображення будинку Тімоті Марра

Перші вбивства відбулися 7 грудня 1811 року в будинку під номером 29, яким володів двадцятичотирирічний колишній службовець Ост-Індської компанії Тімоті Марр. Останій його вихід в море відбувся у 1808 на кораблі «Dover Castle». Будинок Тімоті був одночасно і крамницею, де він продавав тканини, і місцем проживання його сім'ї, яка складалася з його дружини Селії та сина Тімоті молодшого, який народився 29 серпня того ж року. Окрім них у будинку перебували ще двоє людей: помічник Джеймс Говен та служанка Маргарет Джувел, єдина серед усіх квартирантів, яка залишилася живою.
Відповідно до свідчень Маргарет, Тімоті Марр доручив їй виконати два завдання: купити устриць та оплатити рахунок від пекаря. Даючи пізніше свідчення служанка вказала, що вийшла з будинку за десять хвилин до опівночі. Сам Марр разом з Говеном готували магазин до закриття; субота була зазвичай найзайнятішим днем, тому магазин прийшлося закривати пізно. Виконуючи завдання служанка попрямувала до магазину з устрицями, але він був закритий. Тоді вона вирішила оплатити чек. Дорога пролягала повз будинок її хазяїна і, за її словами, в будинку ще було світло, а Тімоті Марр досі працював. Пекарня була також закрита, і Маргарет вирішила пройтися до ще одного магазина з устрицями, але й він був закритий. Зі слів Маргарет загалом її дорога зайняла приблизно двадцять хвилин (опісля того, як вона востаннє бачила свого хазяїна).
Коли служанка повернулася (приблизно об 00:20), вона виявила, що двері закриті, а в крамниці темно. Вона неодноразово стукала в двері, але ніхто їй не відкрив. Їй також здалося, що під час стукоту вона почула кроки в середині будинку і дитячий плач, які потім стихли. О 1:00 Джордж Олні, караульний, помітив дівчину. Маргарет пояснила ситуацію і те, що хазяїн не відкриває їй двері. Олні це здалося дивним, оскільки приблизно опівночі він проходив повз будинок і бачив як Марр закриває засуви на вікні; через деякий час Олні вирішив перевірити засуви і виявив, що вони не закриті й повідомив про це мешканців будинку, проте у відповідь почув, що «вони знають це». Караульний теж безуспішно намагався достукатися до мешканців. Його спроби стривожили сусіда Марра Джона Маррея, який повідомив, що чув дивні звуки у сусідньому будинку. Тоді сусід згадав про задні двері. Вони виявилися відкритими. Відчинивши двері Маррей наткнувся на тіло Джеймса Говена, череп якого був розтрощений. Переляканий сусід почав кликати на допомогу, помітивши тіло Селії Марр, в якої теж була розбита голова. Далі було знайдено тіло Тімоті Марра з подібними травмами та його сина. У дитини череп був розтрощений, а шия перерізана так, що практично була відтята від тіла. Гуркіт та крики розбудили більшість сусідів, які зібралися довкола будинку. Також відправили людину до поліцейського відділку.

### Розслідування

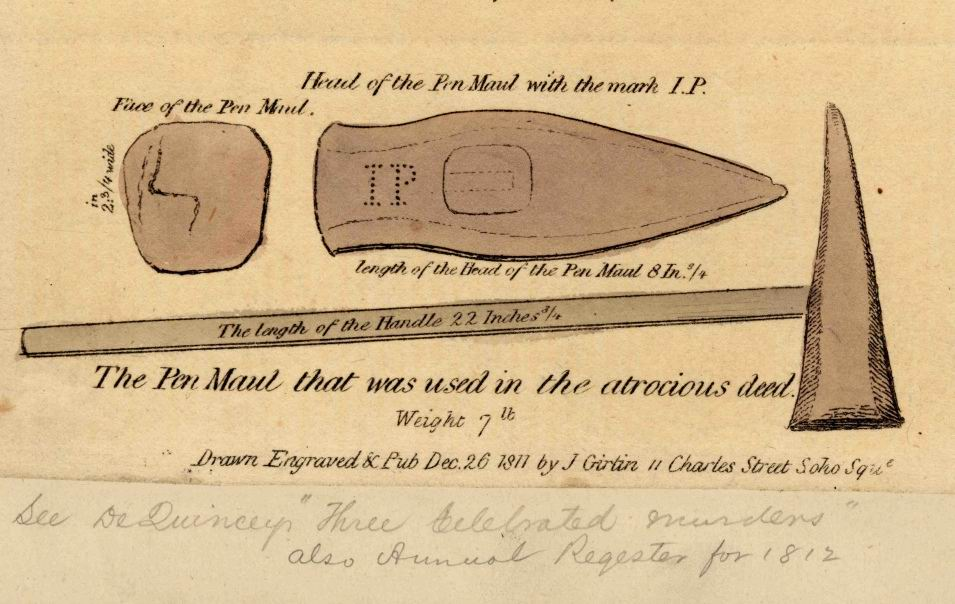
Знаряддя вбивств

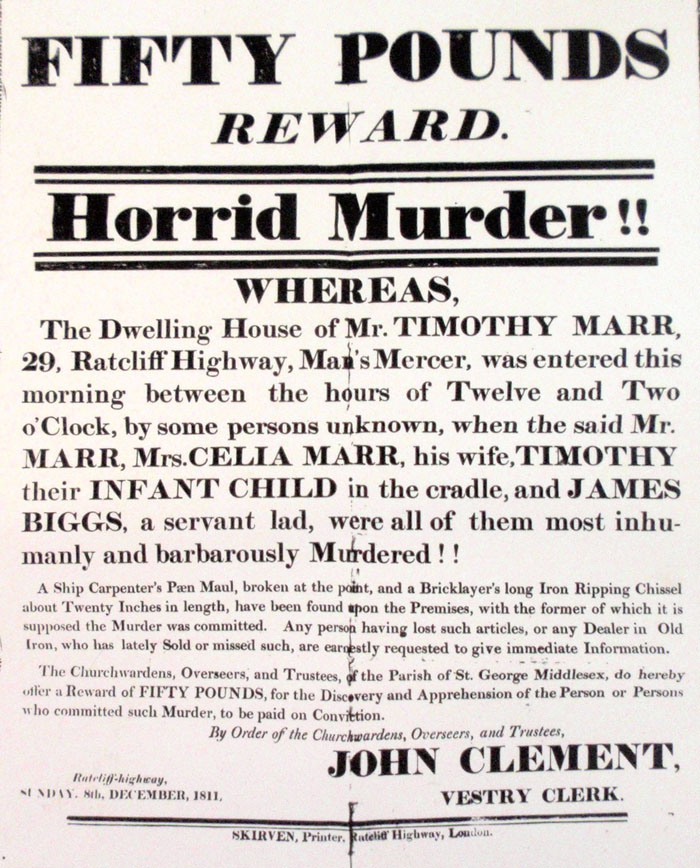
Оголошення про нагороду в розмірі 50 фунтів стерлінгів за корисну інформацію щодо вбивства

На місце злочину прибув офіцер поліції Чарльз Гортон. Насамперед він вирішив знайти знаряддя вбивства. У спальній кімнаті хазяїна був знайдений молоток, який був весь у крові та з волоссям, яке прилипло до крові на молотку. Офіцер припустив, що злочинець випустив його з рук, коли почув стукіт служанки. Однак, це було знаряддя, яким завдавали удари по голові жертв; знаряддя, яким дитині та батьку перерізали горло, було відсутнє. Другим завданням офіцера було віднайти мотив убивства. Гортон роздумував над двома найвірогіднішими: пограбування (але під час огляду стало ясно, що ніякі гроші не пропали (наприклад, 152 фунти в ящичку в спальній кімнаті), ніякі речі не зникли) і вбивство через образу чи помсту. Біля задніх дверей були знайдені сліди. Одні сліди відрізнялися від інших, що породило думку про двох вбивць (деякі свідки заявляли, що бачили чоловіків, які втікали з місця вбивства). Одразу ж по поверненні у відділок Чарльз Гортон допитав перших підозрюваних — трьох моряків, яких бачили біля місця вбивства (в одного на одязі були сліди крові) — але ті мали алібі, тож їх відпустили.
10 грудня розслідувати вбивства розпочав коронер Джон Унвін. Він встановив час убивства (приблизно між 23:55 та 00:15), а також певну послідовність подій (він вважав, що вбивці спостерігали за будинком; після відходу Маргарет увійшли в незачинений будинок, закрили двері і вбили усіх. Опісля покинули крамницю через задні двері, коли служанка почала стукати в двері. Зрозуміла ситуація була із знаряддям убивства. Більше того, при прискіпливішому огляді молотка (19 грудня його почистили), то знайшли ініціали (I. P.), які могли належати вбивці. Наступним етапом розслідування було опитування свідків і підозрюваних. Серед тих, хто був опитаний, були колишня служанка Тімоті Марра, його брат, який з ним посварився, столяр, який працював у крамниці. Всі вони через брак доказів були звільнені.
Від самого початку розслідування наткнулося на декілька перешкод. Вбивство викликало збурення серед громадськості; чинився тиск на офіцерів з метою якнайшвидшого арешту вбивці. Це вилилося в серію затримань людей, які хоч якимось чином були пов'язані із вбитими. Також не було узгодження між самими поліцейськими відділками, хто має вести розслідування, адже, хоч офіцер Гортон прибув на місце вбивства першим, район, де стався напад, не підпорядковувався його відділку. Та й саме розслідування просувалося повільно, через малу кількість доказів та чітких свідчень.

### Похорони
Stop, mortal, stop as you pass by,

And view the grave wherein doth lie

A Father, Mother and a Son,

Whose earthly course was shortly run.

For lo, all in one fateful hour,

O'er came were they with ruthless power;

And murdered in a cruel state — Yea, far too horrid to relate!

They spared not one to tell the tale:

One for the other could not wail

The other's fate in anguish sighed:

Loving they lived, together died.

Reflect, O Reader, o'er their fate,

And turn from sin before too late;

Life is uncertain in this world.

Oft in a moment we are hurled

To endless bliss or endless pain;

So let not sin within you reign

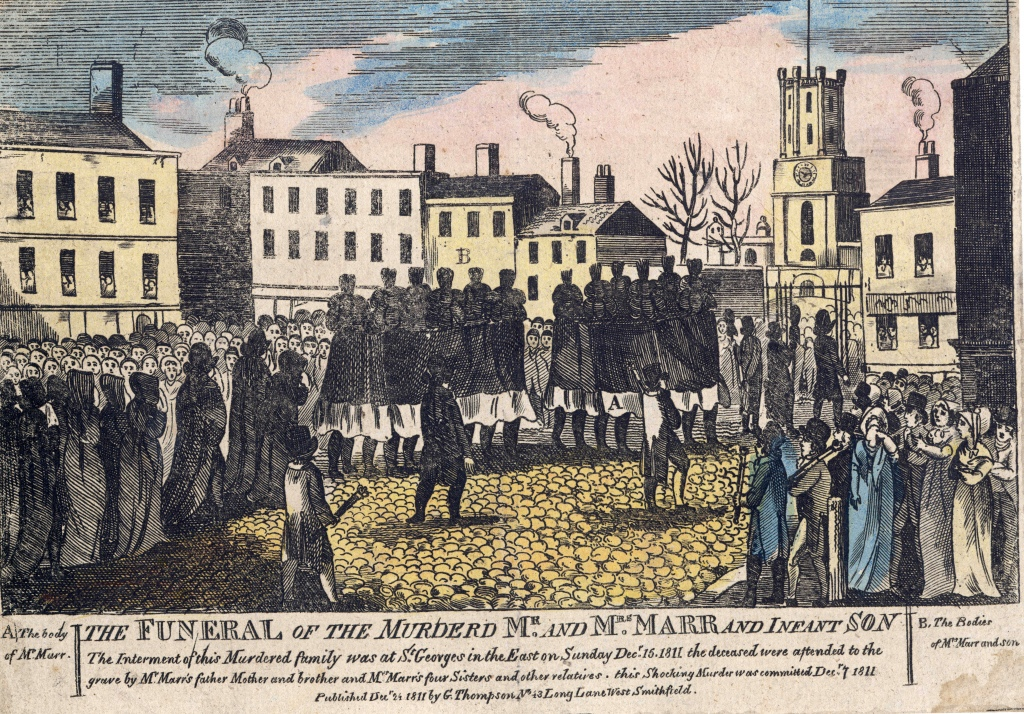
Похорони жертв першого нападу

Для загиблої сім'ї організували почесну процесію, яка відбулася 15 грудня. Попередньо тіла зберігали в їхньому ж домі, і кожен охочий міг на них подивитися. Опісля відбулася процесія, до якої міг долучитися кожен. Тіла в церкву занесли в певному порядку: спочатку тіло містера Марра, опісля його дружини з дитиною. Після них зайшли батьки чоловіка та жінки, за ними друзі, а за ними — просто ті, хто прийшов долучитися до процесії. Вбитих поховали в місцевій церкві, в одній могилі на південній стороні подвір'я, а на надгробній плиті викарбували вірш (плита не збереглася до нашого часу).

### Реакція громадськості
Через скоєні вбивства Лондон був охоплений панікою. У ті часи вбивства в Лондоні відбувалися постійно, але це відрізнялося тим, що було скоєно не на вулиці, а в будинку. Жахало і те, що вбита сім'я не мала зв'язків із криміналітетом. Паніка зростала ще й через повільний прогрес слідства.
З іншого боку вбивства були детально описані в газетах, що привело до неабиякої цікавості серед людей. Саме тому натовп жителів міста побував на місці вбивства і дивився на жертв (в той час місце злочину було публічним місцем, своєрідним атракціоном); великий натовп зібрався на похоронах сім'ї.

## Другий напад

### Чергові вбивства

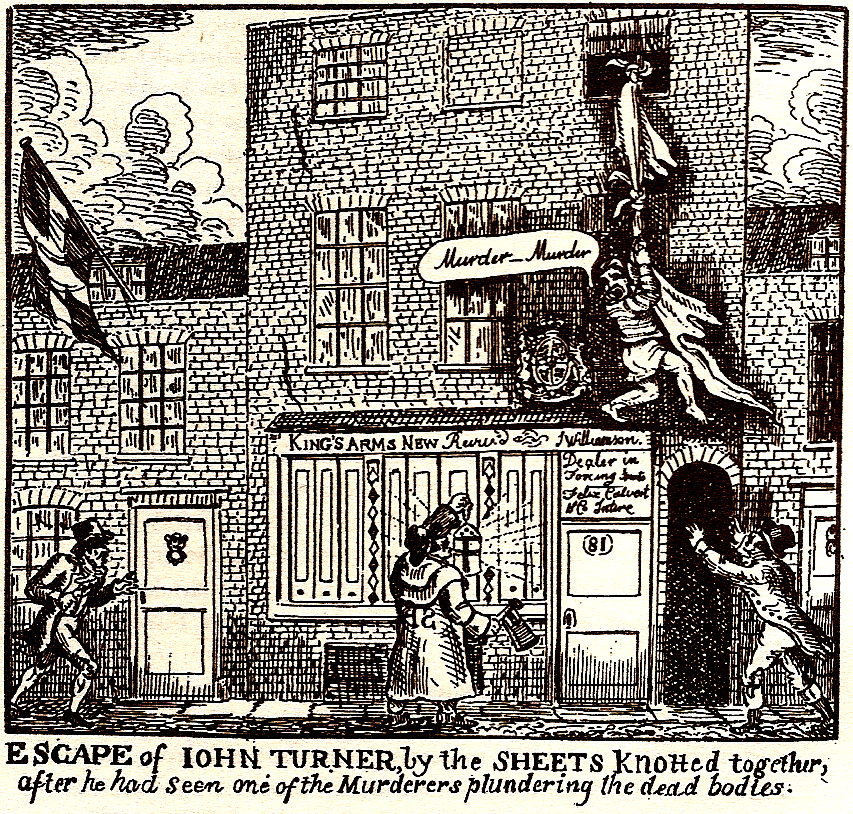
Втеча Тернера

19 грудня відбувся другий напад; цього разу загинули троє людей: Джон Вільямсон, його дружина Елізабет та їхня служанка Бріджет Гаррінгтон.
Джон Вільямсон (56 років) був господарем таверни, якою управляв 15 років. Як і у випадку з сім'єю Маррів таверна була не тільки місцем роботи, а й місцем проживання. Загалом з містером Вілльямсом проживало ще четверо людей: дружина Елізабет (близько 60 років), внучка Кітті Стілвел (14 років), служанка Бріджет (50 років) і квартирант Джон Тернер.
Тієї фатальної ночі Джон Вільямсон повідомив констеблю, який чергував у його районі, про дивного чоловіка, який шастав біля його таверни, і попросив пильніше доглядати за його будинком. Але через деякий час патрульний почув крик «Вбивство!», який лунав з будівлі. Коли він наблизився до таверни, він побачив, як оголений чоловік спускається по зв'язаних простирадлах із вікна другого поверху. Сусіди, яких насторожили викрики, зібралися довкола будинку, вони впізнали в ньому Джона Тернера. Зважаючи на ситуацію двері були вибиті. Всередині, біля сходів, які вели до пивної зали, лежав мертвий хазяїн. Його голова була розбита, шия перерізана. Ті ж самі травми були і у його дружини зі служанкою. Доля ще однієї людини була під питанням — внучки. Піднявшись по сходах люди знайшли Кітті живою. Вона спала у своїй спальні і не знала, що в цей час відбувалося внизу. Розлючений натовп озброївся чим міг і хотів знайти вбивцю, однак безуспішно. Тоді, за допомогою пожежного дзвону, викликали офіцерів поліції.

### Свідчення Тернера
До моменту приїзду офіцерів тіла вже були перенесені в ліжка, а дівчинку забрали подалі від місця вбивства. Декількох працівників Бов Стріт Раннерс (Bow Street Runners) відправили перевірити каналізацію. Наступним етапом було опитування свідків. Деякі свідки повідомили, що бачили, як від таверни прямує геть високий чоловік. Найповніші свідчення вдалося отримати від людини, яка пережила напад — Джона Тернера. Однак, його перші свідчення після пережитого не були детальними. Так, він повідомив, що почув дивні звуки, які лунали знизу. Відкривши двері він побачив, що високий (лксь шести футів) чоловік схилився над тілом Вільямсона. При наступному огляді місця вбивства були знайдені сліди, які належали вбивці. Інші свідки стверджували, що бачили, як по вулиці бігло двоє чоловіків.
Хтось зауважив, що криваві сліди подібні до слідів, які знайшли біля дому Тімоті Марра. Однак ця версія потребувала перевірки, оскільки обидва вбивства могли бути пограбуваннями, які були перервані (в першому випадку служанкою, в другому — винаймачем кімнати). На користь пограбування свідчила й відсутність ручного годинника Вільямсона.
Наступні показання Тернера (вже у присутності коронера) були детальнішими (усі його свідчення описані в книзі «The Maul and the Pear Tree»):
|  | Я пішов спати десь за п'ять хвилин до одинадцятої. У ліжку пробув не більше п'яти або десяти хвилин, допоки не почув крику «Нас всіх вб'ють»; думаю, що ще прокричала служанка. Я спустився вниз і побачив, як злочинець ріже горло місіс Вільямсон та чистить її кишені. Одразу ж побіг наверх; взяв простирадла зі свого ліжка, зв'язав їх докупи і прив'язав їх до ніжки ліжка. Я попросив констебля оголосити тривогу. Я звисав з вікна на простирадлах, констебль подав мені, голому, руку. Великий натовп зібрався біля дверей. Як тільки став на свої ноги, двері були вибиті. Коли я зайшов, то побачив тіла, які лежали так, як я і описав. У будинку ніхто більше не проживав, окрім внучки місіс Вільямсон. Я жив у будинку вісім місяців і протягом цього часу я зрозумів, що вони наймиліші люди, які тримали таверну. Чоловік, який обкрадав місіс Вільямсон, був приблизно шести футів зросту, елегантно одягнений, поверх — довгий плащ. Я нічого не промовив до нього, але, наляканий, побіг наверх і втік, так, як я уже зазначив. Коли я був внизу, то я чув два або три зойки; коли я був вперше стривожений, то я чітко чув слова «Нас всіх вб'ють» |

При детальнішому огляді різаних ран шиї стало ясно, що вбивця шульга. Знайшовся і можливий шлях відступу — двері біля входу, які вели в підвал.
Як і у випадку з сім'єю Маррів, парафія оголосила про нагороду за будь-яку інформацію, яка допоможе знайти вбивць, розміром 100 гіней.

## Підозрюваний

### Джон Вільямс під вартою
Через допити проходила велика кількість людей і зрештою це дало результат: підозра впала на ірландського моряка Джона Вільямса. Проти нього свідчив його співжитель — Джон Фредерік Рітчен, який був під підозрою як співучасник. Він стверджував, що Вільямс знав хазяїна таверни, оскільки інколи там випивав і пив він там не сам, а у компанії ще двох чоловіків (тесляра та столяра). У ніч, коли сталися перші вбивства Вільямс прийшов пізно, десь о пів на другу ночі. Також Рітчен стверджує, що перед тим як зайти, він розмовляв з якимось чоловіком, який, по голосу, був одним з тих знайомих. Наступного дня Рітчен дізнався про вбивства і, навіть, відвідав місце вбивства. У той же день він зустрів Вільямса. Той відмивав свій одяг. Свідка також опитали про молоток, чи він його впізнає (виявилося, що подібний молоток був у таверні). Хазяйка будинку, в якому жив Вільямс, засвідчила, що прала закривавлений одяг моряка. Слідству допомогла і місіс Орр, в якої опинилося зубило (можливе знаряддя вбивства). По-перше, з її слів, це зубило підійняв з під її вікна і приніс караульний. По-друге, воно дуже збентежило Вільямса, який час від часу заходив до неї. І, по-третє, зубило було ідентифіковано місіс Верміллі, як річ, яка належала моряку Джону Петерсону, який теж винаймав у неї кімнату, а, отже, Вільямс міг поцупити і молоток, і зубило.

### Самогубство
Вільямс був взятий під варту. Його відправили до тюрми «Колбат Філдс», де утримувалися усі інші підозрювані. У переддень Різдва усіх підозрюваних оглянув Тернер. Його питали, чи Вільямс був тим чоловіком, якого він побачив під час нападу. Тернер не міг стверджувати зі стовідсотковою впевненістю, що це він, але сказав, що бачив цю людину декілька раз у таверні. Свідчення не могли розв'язати справу, тому Вільямса відправили назад до камери. Наступний день був вихідний (Різдво), тому слідство зробило перерву. Проте, справа так і залишилася нерозкритою: 28 грудня Вільямс повісився у власній камері.